# Batracomorphus elissa
Batracomorphus elissa är en insektsart som beskrevs av Knight 1983. Batracomorphus elissa ingår i släktet Batracomorphus och familjen dvärgstritar. Inga underarter finns listade i Catalogue of Life.